# 吉川スミス
吉川 スミス（よしかわ スミス）は日本の放送作家・作家。神奈川県横浜市出身。

## 来歴
1999年、古舘プロジェクトより放送作家デビュー。2012年、同事務所より独立。

## テレビ番組
- 声優と夜あそびウォーカーズ2025〜Say You One More Night～（ABEMA）
- 秋山の楽しすぎる約30分（メ～テレ）
- 秋山歌謡祭2025（メ～テレ）
- 声優と夜あそび 28時間テレビ大感謝祭～みんなの愛がてんこ盛り!!!!!!!～（ABEMA）
- 秋山歌謡祭2024（メ～テレ）
- 声優と夜あそび 28時間テレビ大感謝祭～Challenge Again～（ABEMA）
- 声優と夜あそびウォーカーズ（ABEMA）
- 秋山歌謡祭（メ～テレ）
- 声優とフィギュる（ABEMA）
- コトブキツカサがくりぃむ有田パイセンを静岡に呼んじゃうのはアリアリですか？（SBS）
- 声優と夜あそび 28時間テレビ大感謝祭～Say You Thank You～（ABEMA）
- ヨエロスン尋（SBS）
- 求婚カレシ（北海道文化放送）
- イケボ王国の王様がヒマをもてあましておりますっ！！（テレビ東京）
- ザ・セッション from 声優と夜あそび（ABEMA）
- 声優と夜あそびWEEKEND（ABEMA）
- 声優と夜あそび繋（ABEMA）
- 声優と夜あそび（ABEMA）
- ザキヤマの名古屋おピンキリちゃん（テレビ愛知）
- 金沢オトナ女子旅（北陸放送）
- 人気声優が即興アフレコ！ プロ野球珍プレー・好プレー（Rakuten TV）
- 楽天生命パーク宮城のビジョンに映ろうとしてみた。（Rakuten TV）
- ヨエロスンＥ（SBS）
- 二千円札、持ってませんか？（沖縄テレビ）
- ＃ザキヤマ ＃ナゴヤ ＃おピンキリちゃん ＃映える（テレビ愛知）
- ヤングラップバトル 〜Bring The Beat!〜（NHK総合）
- お別れカメラ～ばあちゃん姉妹の写真館～（テレビ東京）
- 山里亮太の何を肴に飲んでますか？（北陸放送・チューリップテレビ）
- ノブコブの平成キニナルリサーチ（SBS）
- ヨエロスン（SBS）
- 国道八号線 末広がりハッピードライブ！（北陸放送・チューリップテレビ）
- 楽しさいっぱい写真旅（BS11）
- 絶対！カズレーザー（テレビ朝日）
- OHAOHAアニキ（テレビ東京）
- おはスタ （テレビ東京)[1]
- ザキとロバ（メ〜テレ）
- きゃりーぱみゅぱみゅテレビJOHN!（メ〜テレ)
- 名古屋ほじくりバラエティ ザキロバケイコ（メ〜テレ）
- 名古屋ほじくりバラエティ ザキロバ○○（仮）（メ〜テレ）
- %ラボ（北海道テレビ放送・メ〜テレ・九州朝日放送）
- ダン!ダン!ダンス!〜TEMPURA KIDZとおどっちゃお〜（Ｅテレ）
- 恐縮です・・・ウワサの出口調査（日本テレビ）
- 現代%基礎チシキ（北海道テレビ放送・メ〜テレ・九州朝日放送）
- ザキロバ!アシュラのススメ（メ〜テレ）
- ご公認（メ〜テレ）
- 鉄板コーデ ツアーズ!〜微笑の国タイ・スマホトリップ〜（メ〜テレ）
- 世界史発掘! 時空タイムス編集部（NHK BS‐hi）
- 年越し雑学王!2008年最初のNo.1決定戦SP（テレビ朝日）
- オシゴト交換（テレビ東京）
- ウドちゃんの旅してゴメン 花見でゴメン生放送東海三県出会いの逸品お届けしますSP!（メ〜テレ）
- トラップ・ラビリンス2（フジテレビ）
- キケンな年末!メ〜テレスペシャル!再起不能のめっさ生バラ戦慄MAX06→07（メ〜テレ）
- ザ・NIPPON検定〜日光編〜（フジテレビ）
- トラップ・ラビリンス（フジテレビ）
- 大人の隠れ家due（フジテレビ721）
- 大人の隠れ家（フジテレビ721）
- サルヂエ（中京テレビ）
- お台場アイドル魂（フジテレビ）
- アイドル道（フジテレビ721）
- 紳助旅行社（朝日放送）
- 心裸万笑（フジテレビ）
- 危機一髪!SOS（フジテレビ）
- ウォッチ!（TBS）
- 爆笑ヒットパレード（フジテレビ）
- 爆笑問題の死ぬかと思った。（フジテレビ）
- アイ×カチ（フジテレビ）
- マネーゲーム（テレビ朝日）
- 新常識クイズ!目からウロコ（フジテレビ）
- 自分クイズ2001（フジテレビ）
- 原宿姫と原宿殿下（BS日テレ）
- タイムショック21（テレビ朝日）

## ラジオ番組
- J-WAVE SELECTION PASSION PASSION!（J-WAVE）
- RADIPEDIA (J-WAVE)-構成・生出演
- HARAJUKU KAWAii!! RADIO（FM AICHI）
- 伊藤由奈のユナラジ（Webラジオ）
- みひろのほほえみひろば（Webラジオ）
- 武井咲と柳田理科雄のラジオ空想科学研究所（ニッポン放送）
- 自民党幹事長・伊吹文明 ニッポンの息吹を聴こう（ニッポン放送）
- 高橋克実と山瀬まみ おしゃべりキャッチミー（ニッポン放送）
- 笑福亭鶴光と松本ひでおの歌の日本シリーズ（ニッポン放送）
- 福田沙紀のオールナイトニッポンR（ニッポン放送）
- 福田沙紀と柳田理科雄のラジオ空想科学研究所（ニッポン放送）
- 清水ミチコの日曜日はマネよ? （ニッポン放送）
- 垣花正のニュースわかんない!?（ニッポン放送）
- ラジオ・チャリティー・ミュージックソン（ニッポン放送）
- 鶴光の噂のゴールデンアワー（ニッポン放送）
- 中居正広のsome girl' SMAP（ニッポン放送）

## 映画
- 『きゃりーぱみゅぱみゅシネマJOHN!』－脚本・出演

## 著書
- 『5秒で見分ける！日本語と日本誤　～間違いだらけ！知らずに使っているヘンな言い方！～』（辰巳出版）
- 『「すごい！」と思う人の最高の会話力』（大和書房）
- 『ジャパニーズジョーク辞典』（大和書房） ISBN 4479391657
- 『空想科学入門!』（メディアファクトリー） ISBN 9784840123150 - 編集協力
- 『鶴光のなじょなじょ512発!!』（扶桑社） ISBN 459403490X - 編集協力
- 『笑福亭鶴光のセクシーなぞなぞ』（KKベストセラーズ） ISBN 4584307202 - 編集協力

## 作詞
- NE・GA・I マシテハ？ 01☆55 ／三都IDOLS

## 取材
- 『デイリースポーツ』2019年12月5日付 記事
- 『経堂経済新聞』2019年11月4日付 記事
- 『TV Bros.』（東京ニュース通信社）　2014年7月5日号
- 『FLASH』（光文社）　2011年4月5日号
- 『アメーバニュース』（Syber Agent）　2009年11月4日付 記事
- 『an・an』（マガジンハウス）　2008年8月13/20合併特大号

## イベント

### 出演
- 『放送作家・吉川スミスとTAN-SU山口泰志の言(コト)Bar』
- 『〜おちゃのま学校プレゼンツ〜 新刊発売記念！放送作家・吉川スミスの言(コト)Bar』
- 映画『美代子阿佐ヶ谷気分』トークショー
- 日本民間放送連盟 ラジオ連盟賞中部北陸ブロック審査員

### 構成
- 天才劇団バカバッカ『めちゃバカ９〜バカバッカのモノばっか大放出スペシャル〜』
- 『HARAJUKU KAWAii!!!!』

## WEBコンテンツ
- 『ばばっと！馬場ごはん（YouTube）』
- 『マクガフィン（YouTube）』
- 『ビエボ（YouTube）』
- ボイスバーン(アプリ)
- アニメ『こぴはん』（ニコニコ動画／AT-X）脚本
- 『HARAJUKU KAWAii!! TV(YouTube)』
- 今、私がオフィスでチョコレートな理由（Glam）
- ニコぽよ! 〜下目黒JK会議室〜（ニコニコ動画）

## 連載
- フリーペーパー『R25』（リクルート）内「ランキンレビュー」

## DVD
- 『きゃりーぱみゅぱみゅテレビJOHN!』
- 『きゃりーぱみゅぱみゅテレビJOHN! Vol.2』
- 『きゃりーぱみゅぱみゅテレビJOHN! Vol.3』
- 『GIRLS' RECORD ガチンコ水泳バトル』